# Comando de Aeródromo E (v) 222/VIII
El Comando de Aeródromo E (v) 222/VIII (Flieger-Horst-Kommandantur E (v) 222/VIII) fue una unidad de la Luftwaffe durante la Segunda Guerra Mundial.

## Historia
Fue formado el 1 de abril de 1944 en Călărași, a partir del Comando de Aeródromo E 14/XVII. Fue disuelto en marzo de 1945.

## Comandantes
- Capitán Hermann Bauer – (1 de abril de 1944 – 15 de octubre de 1944)

## Servicios
- 1 de abril de 1944 – agosto de 1944: en Călărași (Rumanía).
- septiembre de 1944 – marzo de 1945: en (?).